# Ischnoscopa chalcozona
Ischnoscopa chalcozona là một loài bướm đêm trong họ Crambidae.